# Seikyō Shimbun

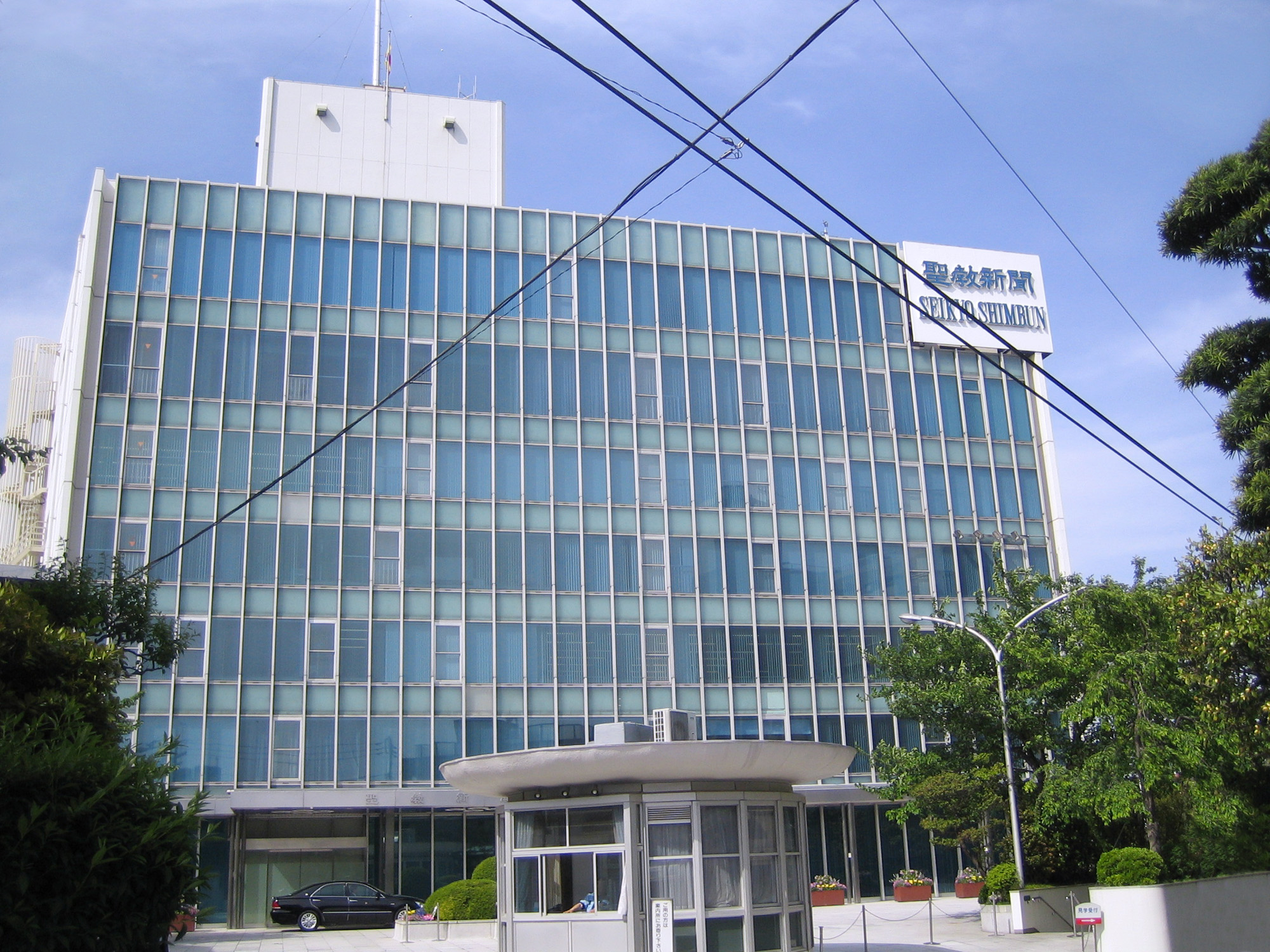
Gebäude des Verlags Seikyō Shimbun-sha in Shinjuku

Die Seikyō Shimbun (japanisch 聖教新聞, alternative Transkriptionen Seikyō/Seikyo Shimbun/Shinbun, wörtlich „Zeitung der Lehren des Heiligen“) ist eine religiös motivierte japanische Tageszeitung.

## Übersicht
Die Zeitung und ist im Besitz der Sōka Gakkai und eng verbunden mit der Partei Kōmeitō. Sie erschien seit dem 20. April 1954 zunächst dreimal im  Monat. Seit Juli 1965 erscheint sie täglich. Hauptsitz der Redaktion ist Tokio und Osaka, es gibt viele Zweigstellen im Land. Die Zeitung unterhält ein eigenes Verteilernetz.
Die Zeitung hatte 1998 eine Auflage von 5,5 Millionen. 